# Polychrysia imperatrix
Polychrysia imperatrix là một loài bướm đêm trong họ Noctuidae.